# 9839 Crabbegat
9839 Crabbegat (1988 CT2) là một tiểu hành tinh vành đai chính được phát hiện ngày 11 tháng 2 năm 1988 bởi E. W. Elst ở Đài thiên văn Nam Âu.